# Roger Junio
Roger Junio Rodrigues Figueira, mais conhecido por Roger Junio (Goiânia, 1 de março de 1996) é um futebolista brasileiro que atua como atacante, defende atualmente o FC UTA Arad da Romênia.

## Clubes

### Vila Nova
Entrou no time profissional do Vila Nova no ano de 2016, atualmente está emprestado ao Botafogo-PB.

### Botafogo-PB
Foi contratado pelo Botafogo-PB para a temporada do ano de 2017.
Conquistou seu primeiro titulo na carreira no Campeonato Paraibano de 2017, jogando pelo time do belo.

### Goiânia
Após conquistar o Campeonato Paraibano de 2017, Roger assinou com o time goiano, depois de algum tempo assinou com outro clube do estado de Goiás.

### Atlético-GO
Após jogar pelo time Goiânia do mesmo estado do Atlético-GO, Roger assinou com o Atlético-GO, mas não durou muito tempo no time.

### Perparimi Kukesi
Roger não durou muito tempo no Atlético-GO e assinou com o Perparimi Kukesi, mas não disputou nenhuma partida pelo time e logo em seguida assinou com outro time da Albânia.

### KS Kastrioti
Após não se dar muito bem no Perparimi Kukesi, Roger assinou com o KS Kastrioti, no novo clube, Roger está tendo oportunidade de disputar pelo time e fazer gol.

## Títulos
Botafogo-PB
- Campeonato Paraibano: 2017

Riga FC
- Virslīga: 2019 e 2020[2]

CFR Cluj
- Campeonato Romeno: 2021–22[2]